# Sergei Ivanovich Tomkeieff
Sergei Ivanovich Tomkeieff (russisch Сергей Иванович Томкеев; * 26. Septemberjul. / 8. Oktober 1892greg. in Vilnius; † 27. Oktober 1968 in Newcastle upon Tyne) war ein britisch-russischer Geologe und Petrologe.

## Leben
Tomkeieff wurde als Sohn eines in Vilnius stationierten russischen Offiziers und späteren Generals geboren. Nach dem Schulbesuch in Tiflis studierte er ab 1909 am Polytechnischen Institut in St. Petersburg. Zu seinen Lehrern und Kollegen gehörten Franz Loewinson-Lessing und Alexander Jewgenjewitsch Fersman. Während des Ersten Weltkrieges diente er beim Roten Kreuz, wurde verwundet und kam im Rahmen einer Einkaufsmission nach England, wo er nach der Oktoberrevolution blieb. Er war zunächst an der University of Manchester tätig, wechselte 1920 nach Newcastle, wo er an der dortigen Universität seit 1948 Mineralogie lehrte und 1957 eine Professur für Petrologie erhielt. Er publizierte zahlreiche Arbeiten zur Mineralogie, Geologie, Petrologie und Geochemie. Außerdem übersetzte er Aufsätze und Bücher aus dem Russischen ins Englische und verfolgte aufmerksam die Entwicklung seiner Fachgebiete in der Sowjetunion.
1948 wurde Tomkeieff zum Mitglied (Fellow) der Royal Society of Edinburgh gewählt.
1966 wurde er mit der Lyell-Medaille der Geological Society of London ausgezeichnet.

## Schriften (Auswahl)
- S. I. Tomkeieff: A contribution to the petrology of the Whin Sill. In: Mineralogical Magazine and Journal of the Mineralogical Society. Band 22, Nr. 125, 1929, S. 100–120, doi:10.1180/minmag.1929.022.125.04.
- S. I. Tomkeieff: Petrochemistry of the Scottish Carboniferous-Permian igneous rocks. In: Bulletin Volcanol. Band 1, 1937, S. 59–87, doi:10.1007/BF03028043.
- S. I. Tomkeieff: The basalt lavas of the Giant’s Causeway district of Northern Ireland. In: Bulletin Volcanol. Band 6, 1940, S. 89–143, doi:10.1007/BF02994875.
- S. I. Tomkeieff: The progress of geology in the U.S.S.R. In: Geological Journal. Band 2, Nr. 3, 1961, S. 474–502, doi:10.1002/gj.3350020310.
- S. I. Tomeieff: Unconformity – An historial study. In: Proceedings of the Geologists‘ Association. Band 73, Nr. 4, 1962, S. 383–417, doi:10.1016/S0016-7878(62)80031-5.
- S. I. Tomkeieff et al.: Dictionary of Petrology. J. Wiley, Chichester NY 1983, ISBN 978-0-471-10159-8, S. 692.